# Trenó aéreo-trator

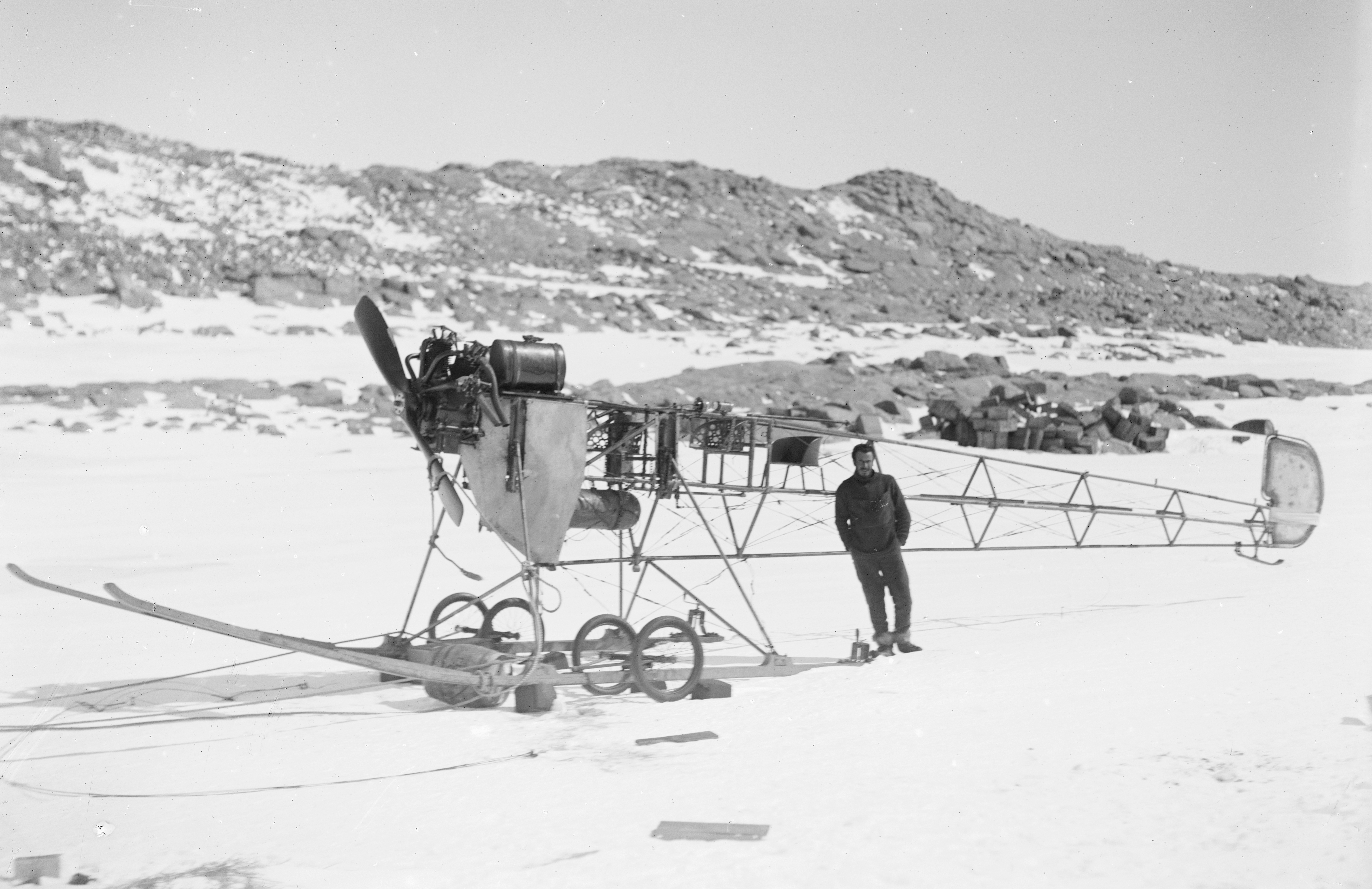
trenó aéreo-trator de 1912

O Trenó aéreo-trator era uma aeronave de asa fixa de 1911-1914 usada na Australasian Antarctic Expedition, e que foi o primeiro avião a ser levado para a Antártida.